# Mieroszyno (gromada)
Mieroszyno – dawna gromada, czyli najmniejsza jednostka podziału terytorialnego Polskiej Rzeczypospolitej Ludowej w latach 1954–1972.
Gromady, z gromadzkimi radami narodowymi (GRN) jako organami władzy najniższego stopnia na wsi, funkcjonowały od reformy reorganizującej administrację wiejską przeprowadzonej jesienią 1954 do momentu ich zniesienia z dniem 1 stycznia 1973, tym samym wypierając organizację gminną w latach 1954–1972.
Gromadę Mieroszyno z siedzibą GRN w Mieroszynie utworzono – jako jedną z 8759 gromad na obszarze Polski – w powiecie wejherowskim w woj. gdańskim na mocy uchwały nr 26/III/54 WRN w Gdańsku z dnia 5 października 1954. W skład jednostki weszły obszary dotychczasowych gromad Mieroszyno i Tupadła (w obecnym brzmieniu Tupadły) ze zniesionej gminy Strzelno w tymże powiecie. 
13 listopada 1954 (z mocą obowiązującą od 1 października 1954) gromada weszła w skład nowo utworzonego powiatu puckiego w tymże województwie, gdzie ustalono dla niej 13 członków gromadzkiej rady narodowej.
1 stycznia 1960 gromadę Mieroszyno zniesiono, włączając jej obszar do gromady Strzelno (miejscowości Chłapowo, Łyśniewo, Mieroszyno i Czarny Młyn) oraz do gromady Karwia (miejscowości Tupadły, Rozewie, Jasne Wybrzeże i Jastrzębia Góra), którą tego samego dnia przemianowano na gromada Jastrzębia Góra.